# Burkhard Schmeer
Burkhard Schmeer (* 13. Oktober 1964 in Hamburg) ist ein deutscher Schauspieler.

## Leben
Erste schauspielerische Erfahrungen machte Schmeer während seiner Schulzeit in der Theater-AG seiner Schule in Wentorf bei Hamburg. Er absolvierte von 1988 bis 1991 eine Schauspiel- und Gesangsausbildung an der Hamburger Stage School of Music, Dance and Drama. Es folgten erste Theaterengagements am Thalia Theater und am Theater am Holstenwall (The Rocky Horror Picture Show).
Seit 1993 ist er mit einem festen Gastvertrag an das Theater Lüneburg gebunden. Er trat dort unter anderem in Ghetto von Joshua Sobol (1993, als Hans Kittel), Draußen vor der Tür (1995), Bullets Over Broadway (1997), Die Glasmenagerie (1998), Die Dreigroschenoper (1998), Eine Mittsommernachtssexkomödie von Woody Allen (2000), Hexenjagd (2002), Othello darf nicht platzen von Ken Ludwig (2002, als Tenor Tito Merelli) und als Kjell Bjarne in Elling auf. Besonderen Erfolg hatte er von 2001 bis 2006 mit dem Solostück Caveman von Rob Becker, mit dem er insgesamt über dreihundert Mal in Lüneburg und bei Gastspielen in Düsseldorf, Berlin, Cottbus und Lübeck auftrat. Gastengagements hatte Schmeer unter anderem am Bernhard-Theater in Zürich (in Linie 1) und am Theater Lübeck (1997/1998, als Claude in dem Musical Hair). In einer Tourneeinszenierung spielte er auch in Mutter Courage und ihre Kinder.
Seit Mitte der 1990er Jahre übernahm Schmeer regelmäßig auch Rollen im Kino und im Fernsehen.
In dem Kinofilm Rosenstraße (2003) von Margarethe von Trotta war er als fieser Nazi und Hauptscharführer zu sehen. Im Fernsehen spielte er in verschiedenen Fernsehserien mehrere durchgehende Serienrollen, wiederkehrende Episodenrollen und auch Gastrollen. So hatte er durchgehende Serienrollen als Polier und Ehemann von Schwester Stefanie in Stefanie – Eine Frau startet durch (2003/2004), als Polizist Gausch in Hallo Robbie! (2002–2006) und seit 2007 als Ehemann Stefan Andresen in der ZDF-Serie Da kommt Kalle. Außerdem hatte er Episodenrollen in den Serien Die Pfefferkörner, Der Landarzt, Die Rettungsflieger sowie Adelheid und ihre Mörder.
Schmeer ist auch ein vielbeschäftigter Werbedarsteller und gehört zu den bekanntesten Gesichtern im Werbefernsehen. Er war unter anderem in Werbespots für die Deutsche Bahn zu sehen, als Zugbegleiter mit der Frage: „Hier noch jemand ohne Bahncard?“, für Hasseröder als erfolgloser Torwart, der aber die Bierflasche sicher fängt, oder als Familienvater, der seinen Kindern Mucosolvan verabreicht. Besondere Bekanntheit erreichte Schmeer als Werbedarsteller jedoch insbesondere mit der Kultfigur des schwulen Buchhändlers Holger, der gemeinsam mit seinem Lebensgefährten Max diverse Tiefkühlprodukte von Iglo testet.
Schmeer ist auch als Autor tätig und engagiert sich sozial. Seit 2001 präsentiert er, gemeinsam mit Künstlerkollegen, in der Weihnachtszeit bei freiem Eintritt selbstgeschriebene Weihnachtsmärchen für Kinder im Lüneburger Rathaus. Außerdem nahm er für die Stadt Lüneburg einen akustischen Stadtführer auf CD auf, der in verschiedenen Stadtrundgängen die Sehenswürdigkeiten Lüneburgs erklärt.
Schmeer ist verheiratet. Seine Ehefrau Kerstin Kessel ist Ballerina am Theater Lüneburg, Ballettlehrerin und Choreografin. Schmeer lebt in Lüneburg.

## Filmografie (Auswahl)
- 1995: Stubbe – Von Fall zu Fall: Stubbes Hunderttausend
- 1998: Die Unschuld der Krähen
- 2000: Die blauen und die grauen Tage
- 2000: Die Pfefferkörner (Folge: Ätzende Kanister)
- 2002: Broti & Pacek – Irgendwas ist immer (Folge: Doktorspiele)
- 2002–2006: Hallo Robbie!
- 2002: Tatort – Undercover
- 2003: Die Rettungsflieger (Folge: Gerüchteküche)
- 2003: Rosenstraße
- 2003: Adelheid und ihre Mörder (Folge: Lange Finger)
- 2003: Der Landarzt (Folge: Hochsaison)
- 2003–2004: Stefanie – Eine Frau startet durch
- 2007: Sesamstraße
- 2007: Alarm für Cobra 11
- 2007–2010: Da kommt Kalle
- 2008: Eschede Zug 884 (Dokumentarfilm mit Spielszenen)
- 2009: Der verlorene Sohn
- 2010: Die Pfefferkörner (Folge: Die blaue Jacke)
- 2011: Tatort: Schwarze Tiger, weiße Löwen
- 2012: Bella Block: Der Fahrgast und das Mädchen
- 2012: Die Räuberin (Kino)
- 2012: In aller Freundschaft (Folge: Neuigkeiten)
- 2015: Notruf Hafenkante (Folge: Fremde Heimat)